# Папагалови
Папагаловите (Psittacidae) са семейство птици от разред Папагалоподобни, включващо около 330 вида. Някои от най-известните представители на семейството са синьо-жълт ара и жако.

## Разпространение
Всички видове от това семейство се намират в тропични или субтропични области. Обитават Мексико, Централна Америка, Южна Америка, Карибските острови, Субсахарска Африка, Мадагаскар, Арабския полуостров, Югоизточна Азия, Австралия и Океания. В миналото папагали обитават и Северна Америка.

## Еволюционна история
Семейството вероятно се появява през палеоген (преди около 66 – 23 милиона години), след като западната част на Гондвана се разделя на континентите Африка и Южна Америка, а дивергенцията на видовете между Африка и Новия Свят все още не е започнала. Папагалите от Стария и Новия свят за последно споделят общ прародител в лицето на австралийските какадута преди около 59 милиона години.
Според данните, най-интензивно разнообразяване на папагалите настъпва преди около 40 милиона години, след като Австралия се откъсва от Западна Антарктида и Южна Америка.

## Подсемейства
- Лорита
- Палеотропични папагали
- Nestorinae
- Psittrichasinae
- Strigopidae